# Borlești, Neamț
Borlești este satul de reședință al comunei cu același nume din județul Neamț, Moldova, România.